# Nathan Brown
Nathan Davis Brown (* 7. Juli 1991 in Covington, Tipton County, Tennessee) ist ein ehemaliger US-amerikanischer Straßenradrennfahrer.

## Sportliche Laufbahn
Nathan Brown wurde in der Juniorenklasse 2006 US-amerikanischer Vizemeister im Straßenrennen. In der Saison 2008 gewann er die Gesamtwertung der Trophée Centre Morbihan, eine Etappe bei den Driedaagse van Axel und eine Etappe sowie die Gesamtwertung bei der Tour de l’Abitibi. Im Jahr darauf war er bei einem Teilstück des Edgar Soto Memorial erfolgreich. Er gewann Prolog und Gesamtwertung bei der Tour du Pays de Vaud sowie die Tour Of The Red River Gorge. Ab 2010 fuhr Brown für das US-amerikanische Continental Team Trek Livestrong U23. 2011 sowie 2013 wurde er US-amerikanischer Meister im Einzelzeitfahren der U23-Klasse. 2011 gewann er zudem eine Etappe der Tour de la Guadeloupe. 2012 belegte er im Straßenrennen der panamerikanischen Meisterschaften Rang zwei. 2013 gewann er die Tour de Beauce und wurde erneut nationaler U23-Meister im Einzelzeitfahren.
2014 bestritt Brown mit dem Giro d’Italia seine erste große Landesrundfahrt. Bis einschließlich 2019 bestritt er sechs Grand Tours. Seine beste Platzierung war Rang 43 bei der Tour de France 2017, sein bestes Tagesergebnis ein vierter Platz auf der zehnten Etappe beim Giro d’Italia 2016.
Die letzte Station seiner zwölfjährigen Karriere als Radprofi war das US-amerikanische UCI ProTeam Rally Cycling. Mit den nationalen Meisterschaften im Juni 2022 beendete er im Alter von 30 Jahren seine Karriere als Radrennfahrer.

## Erfolge
2011
- US-amerikanischer Meister – Einzelzeitfahren (U23)
- eine Etappe Tour de la Guadeloupe

2012
- Panamerikameisterschaft – Einzelzeitfahren (U23)

2013
- Gesamt- und Punktewertung Tour de Beauce
- US-amerikanischer Meister – Einzelzeitfahren (U23)

2019
- Mannschaftszeitfahren Tour Colombia

## Grand-Tour-Platzierungen
| Grand Tour            | 2014 | 2015 | 2016 | 2017 | 2018 | 2019 |
| --------------------- | ---- | ---- | ---- | ---- | ---- | ---- |
| Giro d’ItaliaGiro     | –    | 67   | 48   | –    | 52   | 67   |
| Tour de FranceTour    | –    | –    | –    | 43   | –    | –    |
| Vuelta a EspañaVuelta | 85   | –    | –    | –    | –    | –    |